# Katedra Geografii Miast i Planowania Przestrzennego (WGiSR UW)
Katedra Geografii Miast i Planowania Przestrzennego – jednostka naukowa Wydziału Geografii i Studiów Regionalnych Uniwersytetu Warszawskiego zajmująca się geografią w następujących specjalizacjach: Geografia społeczno-ekonomiczna, urbanistyka, planowanie strategiczne, foresight. Jednostka została utworzona w 2018 roku. Kierownikiem Katedry jest dr hab. Wojciech Dziemianowicz, prof. UW.

## Struktura
W skład Katedry wchodzą:
- Laboratorium Miasta (UrbanLab) - kierownik: dr Sylwia Dudek-Mańkowska.
- Grupa Projektowa Foresight Lab - lider grupy: dr hab. Wojciech Dziemianowicz prof. UW.